# By Berwin Banks
By Berwin Banks er en britisk stumfilm fra 1920 af Sidney Morgan.

## Medvirkende
- Langhorn Burton som Cardo Wynne
- Eileen Magrath som Valmai Powell
- J. Denton-Thompson som Owen Davies
- Charles W. Somerset som Essec Powell
- Arthur Lennard som Reverend Menrig Wynne
- Judd Green som Joe Powell
- Charles Levey som Reverend Gwynne Ellis